# Équipe de Bolivie de football à la Coupe des confédérations 1999
L'équipe de Bolivie de football participe à sa 1re Coupe des confédérations lors de l'édition 1999 qui se tient au Mexique, du 24 juillet au 4 août 1999. Elle se rend à la compétition en tant que finaliste de la Copa América 1997.

## Résultats

### Phase de groupe
|   | Équipe          | Pts | J | G | N | P | BP | BC | Diff |
| - | --------------- | --- | - | - | - | - | -- | -- | ---- |
| 1 | Mexique         | 7   | 3 | 2 | 1 | 0 | 8  | 3  | +5   |
| 2 | Arabie saoudite | 4   | 3 | 1 | 1 | 1 | 6  | 6  | 0    |
| 3 | Bolivie         | 2   | 3 | 0 | 2 | 1 | 2  | 3  | -1   |
| 4 | Égypte          | 2   | 3 | 0 | 2 | 1 | 5  | 9  | -4   |

| 25 juillet 1999 | Bolivie         | 2 | 2 | Égypte  |
| 27 juillet 1999 | Arabie saoudite | 0 | 0 | Bolivie |
| 29 juillet 1999 | Mexique         | 1 | 0 | Bolivie |

| 25 juillet 1999                   | Bolivie                    | 2 - 2 | Égypte                | Stade Azteca, Mexico                          |                                               |
| 12:00 · Historique des rencontres | Gutiérrez 21e · Ribera 40e |       | Sabry 8e · Radwan 68e | Spectateurs : 85 000 Arbitrage : Anders Frisk | Spectateurs : 85 000 Arbitrage : Anders Frisk |
| 12:00 · Historique des rencontres | (Rapport)                  |       |                       | Spectateurs : 85 000 Arbitrage : Anders Frisk | Spectateurs : 85 000 Arbitrage : Anders Frisk |

| 27 juillet 1999                   | Arabie saoudite | 0 - 0 | Bolivie | Stade Azteca, Mexico                        |                                             |
| 18:00 · Historique des rencontres |                 |       |         | Spectateurs : 65 000 Arbitrage : Brian Hall | Spectateurs : 65 000 Arbitrage : Brian Hall |
| 18:00 · Historique des rencontres | (Rapport)       |       |         | Spectateurs : 65 000 Arbitrage : Brian Hall | Spectateurs : 65 000 Arbitrage : Brian Hall |

| 29 juillet 1999                   | Mexique      | 1 - 0 | Bolivie | Stade Azteca, Mexico                        |                                             |
| 20:30 · Historique des rencontres | Palencia 52e |       |         | Spectateurs : 55 000 Arbitrage : Óscar Ruiz | Spectateurs : 55 000 Arbitrage : Óscar Ruiz |
| 20:30 · Historique des rencontres | (Rapport)    |       |         | Spectateurs : 55 000 Arbitrage : Óscar Ruiz | Spectateurs : 55 000 Arbitrage : Óscar Ruiz |

## Effectif
Sélectionneur :  Héctor Veira
| No. | Pos.      | Joueur            | Date de naissance et âge | Sélec. | Club                        |
| --- | --------- | ----------------- | ------------------------ | ------ | --------------------------- |
| 1   | Gardien   | José Fernández    | 24 janvier 1971          |        | Club Blooming               |
| 2   | Défenseur | Juan Manuel Peña  | 17 janvier 1973          |        | Real Valladolid             |
| 3   | Défenseur | Ronald Arana      | 18 janvier 1977          |        | The Strongest               |
| 4   | Milieu    | Lorgio Álvarez    | 29 juin 1978             |        | Club Blooming               |
| 5   | Défenseur | Óscar Sánchez     | 16 juillet 1971          |        | Club Atlético Independiente |
| 6   | Milieu    | Luis Cristaldo    | 31 août 1969             |        | Sporting Gijón              |
| 7   | Attaquant | Limberg Gutiérrez | 19 novembre 1977         |        | Club Blooming               |
| 8   | Milieu    | Ruben Tufiño      | 9 janvier 1970           |        | Club Blooming               |
| 9   | Attaquant | Jaime Moreno      | 19 janvier 1974          |        | D.C. United                 |
| 10  | Milieu    | Marco Etcheverry  | 26 septembre 1970        |        | D.C. United                 |
| 11  | Attaquant | Gonzalo Galindo   | 20 octobre 1974          |        | Club Jorge Wilstermann      |
| 12  | Gardien   | Sergio Galarza    | 25 août 1975             |        | Real Santa Cruz             |
| 13  | Attaquant | Joaquín Botero    | 10 décembre 1977         |        | Club Bolívar                |
| 14  | Milieu    | Erwin Sánchez     | 19 octobre 1969          |        | Boavista FC                 |
| 15  | Attaquant | Martín Menacho    | 7 août 1973              |        | Club Blooming               |
| 16  | Milieu    | Vladimir Soria    | 15 juillet 1964          |        | Club Bolívar                |
| 17  | Milieu    | Raúl Justiniano   | 29 septembre 1977        |        | Club Blooming               |
| 18  | Défenseur | Gustavo Quinteros | 15 février 1965          |        | Argentinos Juniors          |
| 19  | Défenseur | Iván Castillo     | 11 juillet 1970          |        | Gimnasia y Esgrima de Jujuy |
| 20  | Défenseur | Renny Ribera      | 30 janvier 1974          |        | Club Blooming               |

## Navigation